# Kostomlaty pod Milešovkou (zámek)
Kostomlaty pod Milešovkou jsou barokní zámek ve stejnojmenné vesnici v okrese Teplice. Postaven byl v letech 1670–1684 a na přelomu devatenáctého a dvacého století významně rozšířen. Od roku 1964 je chráněn jako kulturní památka.

## Historie
Od čtrnáctého století byl kostomlatským panským sídlem hrad nad vesnicí. V šestnáctém století však bylo jeho panství rozděleno mezi několik majitelů. Na počátku sedmnáctého století si bratři Oldřich a Petr Kostomlatští z Vřesovic ve vesnici postavili dvě tvrze, které jim byly za účast na českém stavovském povstání zkonfiskovány. Na místě jedné z nich byl postaven zámek a druhá potom jako nepotřebná beze stop zanikla.
Barokní zámek nechal postavit Humprecht Jan Černín z Chudenic v letech 1670–1684. Už o tři roky později přenechala hraběnka Diana Marie Černínová zámek Clary-Aldringenům. Dalšími majiteli se stal rod Věžníků z Věžník a v devatenáctém století Ledebourové. V roce 1888 byl zámek přestavěn na nápravný ústav pro ženy a později zde vznikl Výchovný ústav, dětský domov se školou a střední škola.

## Stavební podoba
Původní zámek tvořily dvě obdélníkové budovy naproti kostelu svatého Vavřince, z nichž severní je mírně předsunutá před průčelí jižní budovy. Na přelomu devatenáctého a dvacátého století byla přistavěna severní trojkřídlá část a menší křídlo s půdorysem písmene L na jižní straně. Podle dochovaných renesančních prvků ve střední části zámku se předpokládá, že obsahuje zdivo starší tvrze. Sedmiosé průčelí dvoupatrového barokního zámku zdůrazňují válcové věže v obou východních nárožích, z nichž v jihovýchodní vede točité schodiště. Většina oken má obdélníkový tvar, ale empírová okna v prvním patře jsou zakončená oblouky. Přízemní okna jsou doplněna půlkruhovitými frontony. K nádvorní straně přiléhá secesní schodiště do prvního patra. Podél východní stěny vedou ve všech patrech chodby, z nichž přízemní je zaklenutá hřebínkovou klenbou. Jižní budova má obdélníková okna oddělená lizénami. Ve druhém patře jsou zdobená secesními motivy. Přízemní chodba je zaklenutá valenou klenbou.